# Kanton Decize
Der Kanton Decize ist seit 1790 ein französischer Wahlkreis im Arrondissement Nevers im Département Nièvre und in der Region Bourgogne-Franche-Comté; sein Hauptort ist Decize.

## Gemeinden
Der Kanton besteht aus neun Gemeinden mit insgesamt 10.171 Einwohnern (Stand: 1. Januar 2022) auf einer Gesamtfläche von 284,24 km²:
| Gemeinde                | Einwohner 1. Januar 2022 | Fläche km² | Dichte Einw./km² | Code INSEE | Postleitzahl |
| ----------------------- | ------------------------ | ---------- | ---------------- | ---------- | ------------ |
| Champvert               | 744                      | 46,12      | 16               | 58055      | 58300        |
| Cossaye                 | 657                      | 51,17      | 13               | 58087      | 58300        |
| Decize                  | 5.025                    | 48,22      | 104              | 58095      | 58300        |
| Devay                   | 472                      | 12,08      | 39               | 58096      | 58300        |
| Lamenay-sur-Loire       | 68                       | 11,53      | 6                | 58137      | 58300        |
| Lucenay-lès-Aix         | 951                      | 55,05      | 17               | 58146      | 58380        |
| Saint-Germain-Chassenay | 309                      | 24,03      | 13               | 58241      | 58300        |
| Saint-Léger-des-Vignes  | 1.669                    | 9,18       | 182              | 58250      | 58300        |
| Verneuil                | 276                      | 26,86      | 10               | 58306      | 58300        |
| Kanton Decize           | 10.171                   | 284,24     | 36               | 5806       | –            |

Bis zur landesweiten Neuordnung der französischen Kantone im März 2015 gehörten zum Kanton Decize die sieben Gemeinden Avril-sur-Loire, Champvert, Decize, Devay, Fleury-sur-Loire, Saint-Germain-Chassenay und Verneuil. Sein Zuschnitt entsprach einer Fläche von 201,91 km². Er besaß vor 2015 einen anderen INSEE-Code als heute, nämlich 5808.

## Bevölkerungsentwicklung
| Jahr                       | 1962  | 1968  | 1975   | 1982   | 1990  | 1999  | 2006  |
| Einwohner                  | 9.093 | 9.861 | 10.099 | 10.054 | 9.478 | 8.920 | 8.461 |
| Quellen: Cassini und INSEE |       |       |        |        |       |       |       |